# Henhenet
Henhenet est une reine égyptienne, épouse de rang inférieur du roi Montouhotep II de la XIe dynastie. Ses titres sont : « Épouse bien-aimée du roi » (ḥmt-nỉswt mrỉỉ.t=f), « Ornement du roi » (ẖkr.t-nỉswt), « Ornement unique du roi » (ẖkr.t-nỉswt wˁtỉ.t), « Prêtresse d'Hathor » (ḥm.t-nṯr ḥwt-ḥrw).

## Sépulture
Sa tombe (DBXI.11) et sa petite chapelle décorée ont été retrouvées près du temple funéraire de son mari à Deir el-Bahari, derrière le bâtiment principal, ainsi que les tombes de cinq autres dames, Kaouit, Sadeh, Ashayet, Kemsit et Mayet. Elle et trois autres femmes parmi les six portaient des titres de reine, et la plupart d'entre elles étaient prêtresses d'Hathor. Il est donc possible qu'elles aient été enterrées là dans le cadre du culte de la déesse.
Contrairement aux sarcophages des autres reines, le sien n'était pas décoré, avec seulement une courte ligne d'inscriptions des deux côtés. Sa momie montre qu'elle est morte en couches, sa momie se trouve maintenant au Musée égyptien du Caire, son sarcophage est à New York,,.